# Cantonment Hill
Cantonment Hill är en kulle i Australien. Den ligger i kommunen Fremantle och delstaten Western Australia, omkring 14 kilometer sydväst om delstatshuvudstaden Perth. Toppen på Cantonment Hill är 10 meter över havet.
Runt Cantonment Hill är det mycket tätbefolkat, med 1 754 invånare per kvadratkilometer.. Närmaste större samhälle är Perth, omkring 14 kilometer nordost om Cantonment Hill. 
Runt Cantonment Hill är det i huvudsak tätbebyggt. Genomsnittlig årsnederbörd är 1 018 millimeter. Den regnigaste månaden är maj, med i genomsnitt 176 mm nederbörd, och den torraste är februari, med 9 mm nederbörd.